# 사미라 에펜디
사미라 에펜디(Samira Efendi, 본명: Samira Azer gizi Efendiyeva, 1991년 4월 17일 ~ )는 아제르바이잔의 가수이다. 유로비전 송 콘테스트 2021에서 아제르바이잔을 대표하여 Mata Hari라는 노래를 불렀다.

## 디스코그래피
- "Yarımın Yarı"
- "Sən Gələndə"
- "Yol Ayrıcı"
- "Cleopatra"
- "Mata Hari"